# STY
STY（エスティーワイ、1980年 - ）は、日本の音楽プロデューサー・トラックメイカー・ラッパー。K.I.やNao'ymtなど、主にインディーズアーティストとのフィーチャリングにおいて、度々歌手活動を行う。また、DJ AKi、STY、YUUKi MC により2011年に結成された、ドラムンベース(D'n'B)・ユニット「ASY」のプロデューサー・兼ヴォーカリストとしても活動している。

## 来歴
高校生の頃初めて行ったクラブでR&Bやヒップホップといったブラックミュージックに傾倒。作家デビュー曲はEXILE「最後の告白 〜STAY part.II〜 」。
自身名義によるシンガー・ラッパー活動に加え、ソングライター、音楽プロデュース、トラックメイキング、コーラスアレンジなどで活動中。2015年より、音楽プロデュース以外に「BLACKMAR / ブラッくまぁ」のキャラクターデザイン・グッズのプロデュース、及びアパレルブランド「77Y / ナナナナワイ」のプロデュースにも着手。共にクリエイティブディレクターを務め、活動の幅を広げている。

## 受賞歴
第56回日本レコード大賞・大賞（2014年）
2015年度JASRAC賞・金賞（2016年）
- 「R.Y.U.S.E.I.」（三代目 J SOUL BROTHERS from EXILE TRIBE）
  - 作詞： STY
  - 作曲・編曲：STY・Maozon

## フィーチャリング作品
- 為岡そのみ
  - 「MOVIN' ON」（アルバム）
    - 「虹をみたいの REMIX feat. STY」
- SIMON
  - 「SIMON SAYS」（アルバム）
    - 「Gooday feat. STY」
- Nao'ymt
  - 「Nao'ymt WIT' 1st season」（アルバム）
    - 「Sorry」
- K.I.
  - 「MY LIFE」（シングル）
    - 「My Life feat. STY」
- ASY(エイシィ)
  - 「SEE THE LIGHTS」
- Lily.μ
  - 「LOVE AMUSEMENT」（アルバム）
    - 「 I Got a Feeling feat.STY 」

## メディア出演

### 雑誌
- 「月刊EXILE」（2012年10月号）[8]

### ラジオ
- 【J-WAVE：KIRIN ICHIBAN SHIBORI ONE AND ONLY】（2015年6月8日-11日）[9]
  - ※4日間に渡るゲスト出演。司会：ジョン・カビラ

- 【Jupiter Radio】
  - 原則毎月第2、または第3木曜日23:00～[10]。出演：DJ AKi, STY

- 【文化放送：宮野真守のRADIO SMILE】
  - （2016年5月14日ゲスト）司会：宮野真守

## エピソード
- リミックス名に「Gin 'n Tonic」が付くのは、単に本人のジン・トニック好きによるものとの事[要出典]。